# Список умерших в 872 году

## Февраль
- 24 февраля — Фудзивара-но Мотоцунэ, японский политический деятель периода Хэйан; первый в истории Японии, кто занял должность канцлера-кампаку не являясь представителем императорского рода[1].

## Июнь
- 13 июня — Гримальд, аббат Висамбурского (между 830 и 833—837/838 и 847—872) и Санкт-Галленского монастырей (841—872); канцлер (833—837/840, между 848 и 854—857 и 861—870) и глава придворной капеллы (между 848 и 854—870) Восточно-Франкского королевства[2].

## Июль
- 15 июля — Афанасий Неаполитанский, епископ Неаполя (849/850—872), католический святой[3].

## Октябрь
- 7 октября — Фудзивара-но Ёсифуса, японский политический деятель периода Хэйан; первый в истории Японии, кто занял должность регента-сэссё, не являясь представителем правящего рода[4].

## Декабрь
- 14 декабря — Адриан II, Папа Римский (867—872)[5].

## Дата смерти неизвестна или требует уточнения
- Артгал ап Думнагуал, король Стратклайда (850/869 — 872)[6].
- Бернар III, граф Отёна (868—872)[7].